# Henrietta Shore
Pour les articles homonymes, voir Shore.
Henrietta Mary Shore (née le 22 janvier 1880 à Toronto et morte le 17 mai 1963 à San José en Californie) est une peintre américaine.

## Biographie
Henrietta Mary Shore naît le 22 janvier 1880 à Toronto. Elle est formée par William Chase et Kenneth Hayes Miller à l'Art Students League of New York. Elle étudie également à Londres et est membre de la Société des Artistes Indépendants. Elle remporte de nombreux prix.
Henrietta Shore meurt le 17 mai 1963 à San José en Californie.